# Walentyna Dawidowa
Walentyna Smijewska Dawidowa (ukrainisch Валентина Змієвська Давідова, englische Transkription: Valentyna Zmiyevska Davidova; * 25. August 1987 in Saporischschja, USSR) ist eine ukrainische Beachvolleyballspielerin.

## Karriere
Dawidowa spielte ihre ersten internationalen Turniere 2006 in der CEV-Serie mit Olha Schossan; bei den Masters in Alanya, Hamburg und Moskau gab es 21. und 29. Plätze. 2007 nahm Dawidowa bei den Warschau Open mit Natalja Schumejko erstmals an der FIVB World Tour teil. Beim Satellite-Turnier in San Sebastián und beim Challenger in Eboli kamen Dawidowa/Schumejko jeweils auf den 17. Platz, bevor sie bei den Sankt Petersburg Open wieder früh ausschieden. Außerdem spielte Dawidowa in diesem Jahr mit Karyna Inosemzewa die CEV-Masters in St. Pölten und Moskau.
2014 gewann sie mit Ksenija Tschekmarjowa drei nationale Turniere in Kiew, Tscherkassy und Odessa und wurde in Charkiw Zweite. Beim EEVZA-Turnier (Eastern European Volleyball Zonal Association) in Batumi wurden die beiden Ukrainerinnen Neunte.
2015 bildete Dawidowa ein neues Duo mit Ewhenyja Schypkowa. Nach zwei zweiten Plätzen bei den nationalen Turnieren in Prymorsk und Koropove  wurden Dawidowa/Schypkowa bei den EEVZA-Turnieren Fünfte in Batumi und Vierte in Riga. Dazwischen kamen sie bei den Antalya Open der World Tour 2015 auf den 17. Platz. Die World Tour 2016 begannen sie mit zweistelligen Ergebnissen bei den Open-Turnieren in Sotschi und Antalya sowie einem siebten Rang beim CEV-Satellite in Ankara. Danach gewannen sie die vier EEVZA-Turniere in Moskau, Maladsetschna, Jūrmala und Batumi sowie das Satellite-Turnier in Vilnius. Beim CEV-Masters in Jūrmala wurden sie Fünfte. Die ukrainische Meisterschaft des Jahres 2016 beendeten sie auf der obersten Stufe des Podests.
Auf der World Tour 2017 kamen Dawidowa/Schypkowa beim Vier-Sterne-Turnier in Rio de Janeiro auf den neunten Rang. Nach zwei 25. Plätzen bei den Drei-Sterne-Turnieren in Moskau und Den Haag wurden sie Fünfte des CEV-Masters in Baden. Die höchstbewerteten Turniere in Poreč und Gstaad beendeten sie jeweils auf dem 17. Platz, bevor sie beim CEV-Masters in Alanya wieder Fünfte wurden. Über die Weltrangliste qualifizierten sie sich für die Weltmeisterschaft 2017 in Wien, die sie als Siebzehnte beendeten. Im folgenden Jahr wurden sie belegten sie sowohl bei der Europameisterschaft als auch beim Drei-Sterne-Event der FIVB in Qinzhou den geteilten neunten Rang. Nach einer längeren Pause bildeten Dawidowa Diana Lunina ab 2021 ein Beachduo. Beste Resultate waren das Erreichen der Vorschlussrunden bei den Zwei-Sterne-Turnieren in Rubavu und Prag sowie der Sieg beim Futures in Myslovice eine Spielzeit später. Nach dem erfolglos verlaufenden kontinentalen Titelkampf des Jahres erneuerten Dawidowa und Schypkowa ihre Partnerschaft. Die Ukrainerinnen wurden 2023 zum zweiten Mal gemeinsam Neunte der EM.
Seit 2024 ist Anhelina Chmil an der Seite der in der sechstgrößten Stadt ihres Heimatlandes geborenen Sportlerin.  Die beiden gewannen Silber beim Futures in Madrid und wurden Fünfte beim Challenge in Stare Jabłonki. Beim Elite16 in Wien überstanden sie die erste Qualifikationsrunde. Das ukrainische Cup Finale und ein weiteres nationales Turnier endete für sie auf der obersten Stufe des Podests. Bei der Europameisterschaft reichte ein Spielgewinn in der Vorrunde nicht zum Weiterkommen, da sie von drei sieggleichen Beachpaaren den schlechtesten Ballpunktequotient hatten. In der folgenden Saison wurde das Duo bei allen höherwertigen Turnieren der FIVB bis einschließlich Juli Neunter. Ebenfalls im Achtelfinale standen sie beim kontinentalen Titelkampf. Beim Futures in Sveti Vlas und beim Nations Cup in Espinho gemeinsam mit Maryna Hladun und Tetjana Lasarenko wurden sie für ihre Leistungen mit der Silbermedaille belohnt. Den größten gemeinsamen Erfolg bis zu diesem Zeitpunkt bei der World Tour erkämpften sie im August im österreichischen Baden, als sie nach dem Sieg im Pool sowohl die Australierinnen Elizabeth Alchin und  Georgia Johnson als auch die US-Amerikanerinnen Deahna Kraft und Molly Phillips bezwangen und nach der Niederlage gegen Linda Bock und Louisa Lippmann im Halbfinale sich gegen die Finninnen Niina Ahtiainen und Taru Lahti mit einem Zweisatzsieg die Bronzemedaille sicherten.